# Аджиев, Гаджи Абакарович
Гаджи Абакарович Аджиев (1 июня 1994, Хасавюрт, Дагестан) — российский футболист, полузащитник.

## Биография
В начале профессиональной карьеры выступал за молодёжные составы краснодарской «Кубани» (9 матчей в молодёжном первенстве) и московского «Торпедо» (12 матчей).
Весной 2014 года играл в высшем дивизионе Литвы за «Гранитас» (Клайпеда), сыграл 12 матчей и забил один гол. Дебютный матч сыграл 15 марта 2014 года против «Атлантаса», а автором гола стал 22 мая 2014 года в игре с «Дайнавой».
Весной 2016 года сыграл 8 матчей во втором дивизионе России за «Аланию», а в начале следующего сезона провёл четыре игры за брянское «Динамо». Затем числился в составе «Анжи», но играл только за молодёжный состав и вторую команду.
Весной 2018 года перешёл в латвийский «Спартак» (Юрмала). Дебютный матч в чемпионате Латвии сыграл 1 апреля 2018 года против «Елгавы», выйдя на замену на 79-й минуте вместо Ариагнера Смита, эта игра осталась для него единственной.
Летом 2018 года перешёл в московскую любительскую команду ФШМ, сыграл один матч в первенстве ЛФЛ и один — в кубке, однако его участие было признано неправомерным и команде засчитаны технические поражения в этих матчах.